# علي ظريف الأعظمي
علي ظريف الأعظمي مسؤول عراقي ومؤرخ، وهو أبو حسين علي ظريف بن عبد المجيد ابن الملا أيوب، وينتمي لقبيلة العبيد العربية القحطانية الحميرية، وأهل مدينة الأعظمية في بغداد أغلبهم من أبناء هذه القبيلة.
ولد في محلة جديد حسن باشا في بغداد عام 1300 هـ/1882م، وتعلم القرآن الكريم في صغره، ثم دخل مدرسة الإمام أبي حنيفة، وتخرج فيها على الشيخ محمد سعيد النقشبندي، ونال الإجازة العلمية، وكان الشيخ علي ظريف ذكيا حاذقا أديبا مؤرخا كثير الكتابة، غزير الإنتاج، وقد نشر عدة بحوث ومقالات في عدة مجلات، ومنها مجلة (الشرق)، ومجلة (العراق)، ومجلة (اليقين)، وفي عام 1921م، أنتخب رئيسا لبلدية الأعظمية وهو الذي جمع أعيان الأعظمية في قصر الوجيه ناجي الخضيري، وأخذ منهم البيعة للملك فيصل الأول وهي أول بيعة للملك صدرت في العراق.
توظف في عدة وظائف حتى أستقر له الحال بوظيفة في جامع الإمام الأعظم وهي بعنوان: (محافظ التبركات السنية). ولقد عين موظفاً في مجلس الوزراء في العهد الملكي في العراق، ثم نقل إلى وظيفة في مديرية التسجيل العقاري والتي كانت تسمى (الطابو).

## من مؤلفاته
- تاريخ ملوك الحيرة - القاهرة 1920م.
- تاريخ الدول الفارسية في العراق - 1927م.
- تاريخ الدول اليونانية في العراق - 1341هـ.
- الدر والياقوت في محاسن السكوت - 1331هـ.
- دروس التجويد - 1331هـ.
- دروس الصحة - 1925م.
- مختصر تاريخ البصرة - 1927م.
- مختصر تاريخ بغداد - 1926م.
- منتخبات أدبية.
- وأصدر مجلة عام 1927م، سماها مجلة الأقلام وهي مجلة شهرية أدبية تاريخية معروفة في العراق والبلدان العربية.

## من شعره
كان الشيخ علي ظريف ناظما للشعر ولكنه مقل فيه ومن شعره الأبيات التالية:
ومن شعره أيضا قوله:

## وفاته
توفي علي ظريف في عام 1377 هـ/1958م، ودفن في مقبرة الخيزران في الأعظمية.